# 남중역
남중역(南中驛)은 조선민주주의인민공화국 량강도 운흥군에 위치한 백두산청년선의 철도역이다.

## 역 구조
건물 3개가 나란히 선로 옆에 있는 구조이다. 신송리길 옆에 위치한다.